# Weichsberg (Gemeinde Aigen-Schlägl)
Weichsberg ist eine Ortschaft in der Gemeinde Aigen-Schlägl im Bezirk Rohrbach in Oberösterreich.

## Geographie

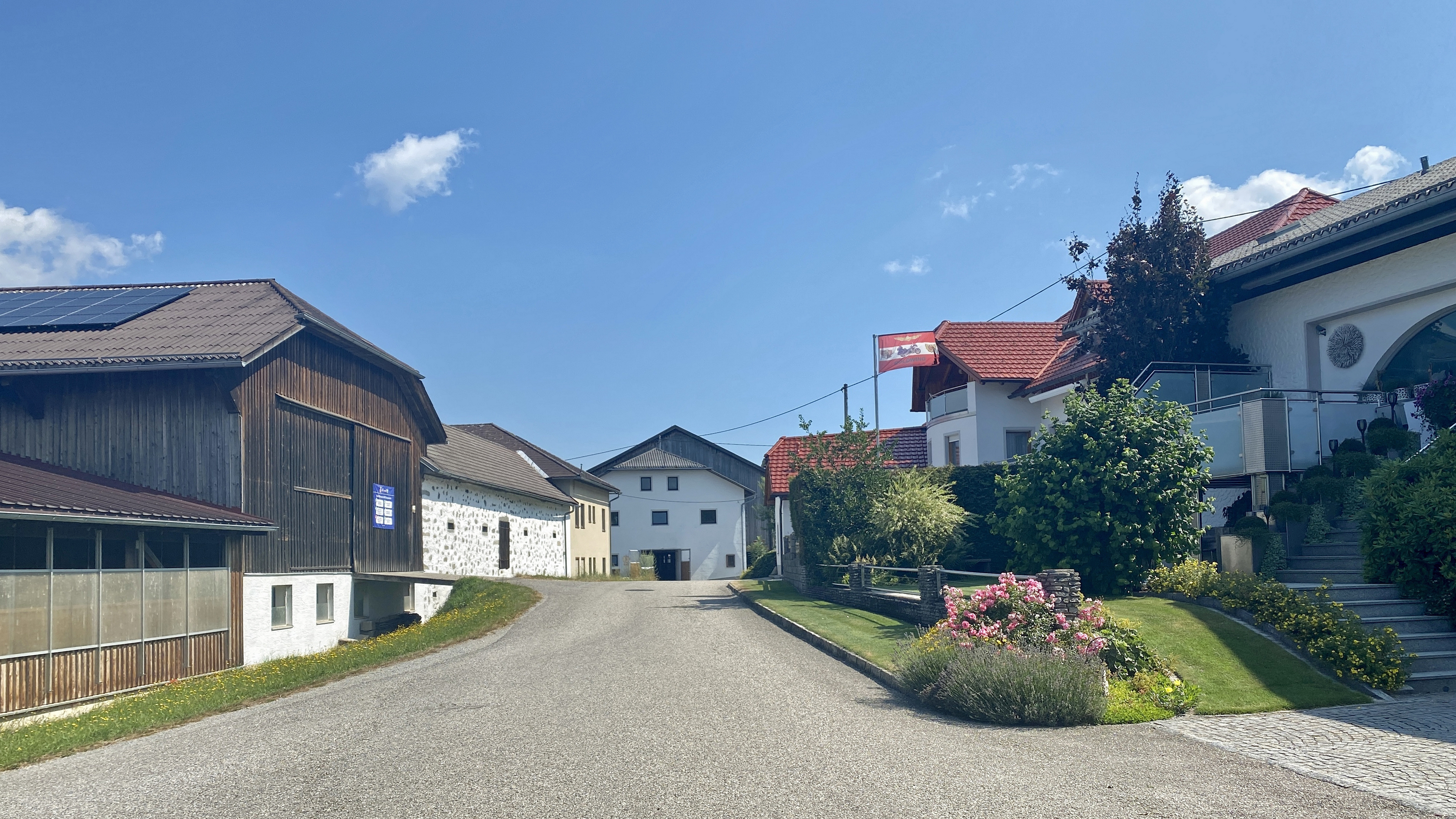
Ortszentrum von Weichsberg

Die Rotte Weichsberg befindet sich südlich des Gemeindehauptorts Aigen im Mühlkreis. Die Ortschaft umfasst 23 Adressen (Stand: 1. April 2020). Sie gehört zu den Einzugsgebieten der Großen Mühl und des Krenbachs.

## Geschichte
Die Siedlung wurde 1303 als Weigetsberg urkundlich erwähnt. Die römisch-katholische Pfarrzugehörigkeit von Weichsberg wechselte 1775, auf Anordnung von Fürstbischof Leopold Ernst von Firmian, von Rohrbach zu Aigen.
Die Wehrmacht ließ 1945 viele Pferde zurück, die von der Bevölkerung eingefangen wurden und die dann auf den Weichsberger Gründen weideten. Im Jahr 1955 wurde im Ort ein Löschteich angelegt. Ein Brand zerstörte am 4. Oktober 1990 das Anwesen von Eduard Kickinger mit der Adresse Weichsberg Nr. 5. Als Ursache wurde eine Serie von Brandstiftungen in Vollmondnächten vermutet. Bis zur Gemeindefusion von Aigen im Mühlkreis und Schlägl am 1. Mai 2015 gehörte die Ortschaft zur Gemeinde Schlägl.